# Oratorio di Santa Silvia al Celio

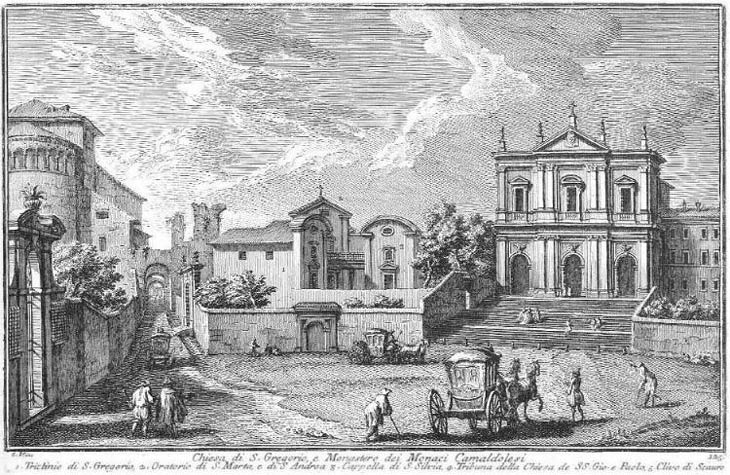
A Piazza di San Gregorio com a igreja de San Gregorio al Celio à direita e os três oratórios à no centro: o primeiro é Santa Barbara, o segundo, Sant'Andrea, e o terceiro, Santa Silvia. A rua com os arcos é o Clivo di Scauro e os edifícios à esquerda são parte do complexo de Santi Giovanni e Paolo.

Oratorio di Santa Silvia al Celio é um oratório localizado na Piazza di San Gregorio, no rione Celio de Roma, um dos três oratórios de San Gregorio al Celio. Os outros dois são Santa Barbara al Celio e Sant'Andrea al Celio. É dedicado a Santa Sílvia, mãe do papa Gregório Magno.

## História

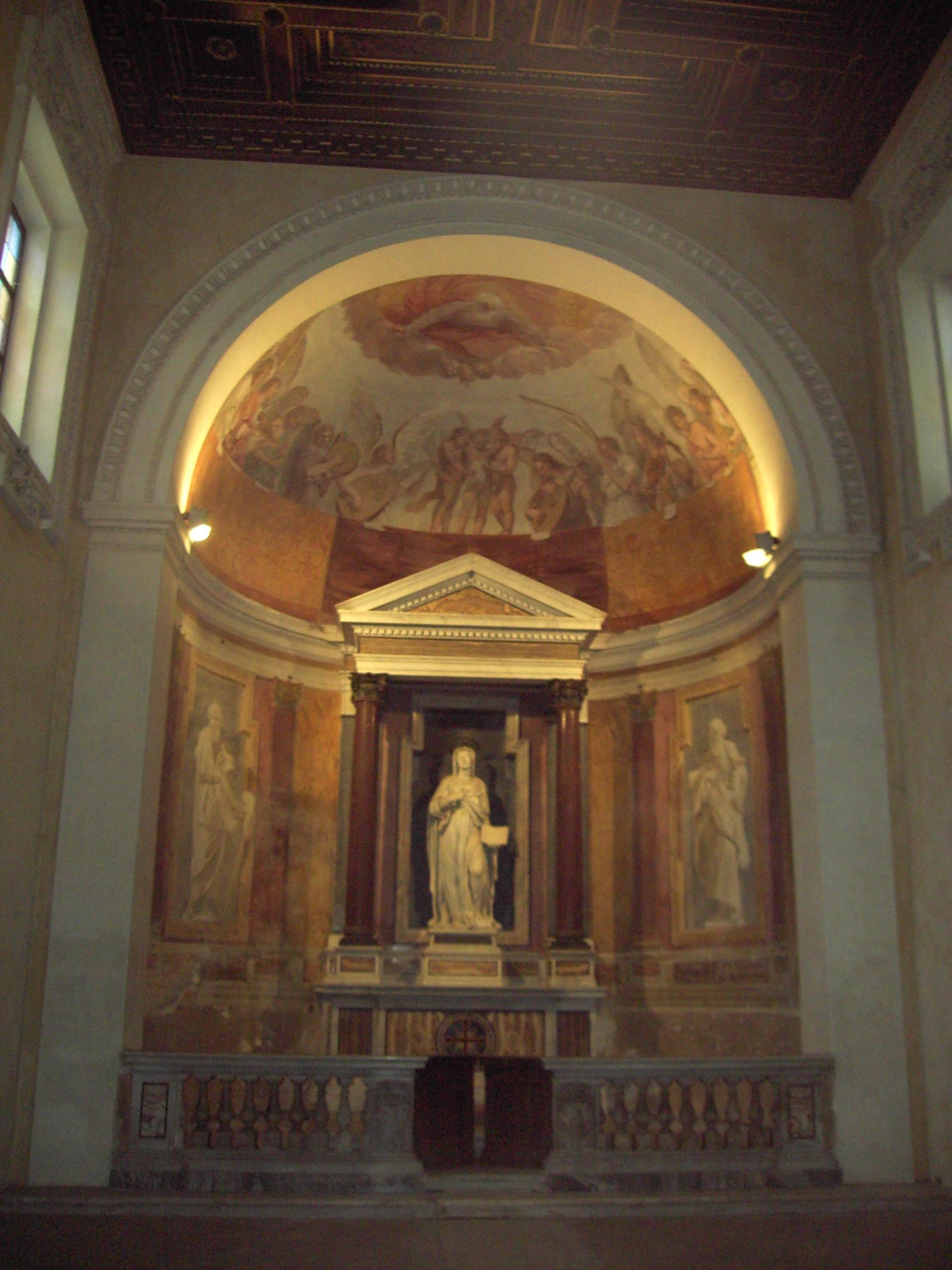
Vista do interior.

Diferentemente dos outros dois oratórios, que são medievais, este foi construído durante as obras do cardeal Cesare Baronio em 1603 para fazer par ao de Santa Barbara do outro lado de Sant'Andrea, completando a simetria do conjunto. A morte prematura de Baronio, em 1607, levou a algumas modificações no projeto original, que previam uma rica decoração nas paredes laterais com figuras de santos. A obra foi levada adiante pelo cardeal Scipione Borghese entre 1608 e 1609.
O oratório de Santa Silvia é o oratório da direita entre os três. Todos foram concedidos pelo papa Leão XII para o capítulo da basílica de Santa Maria Maggiore em 1828, a quem ainda hoje compete a administração do local.

## Descrição
Sobre a entrada está um tímpano em mármore com um mosaico do século XIV. No interior, o oratório tem planta retangular com uma abside na parede do fundo. Ali, sobre o altar-mor, está uma estátua de Santa Sílvia, de Nicolas Cordier (1603-1604), inserida no interior de uma edícula de mármore composta por duas colunas de pórfiro com capitéis de bronze e duas colunas de alabastro sustentando um tímpano.

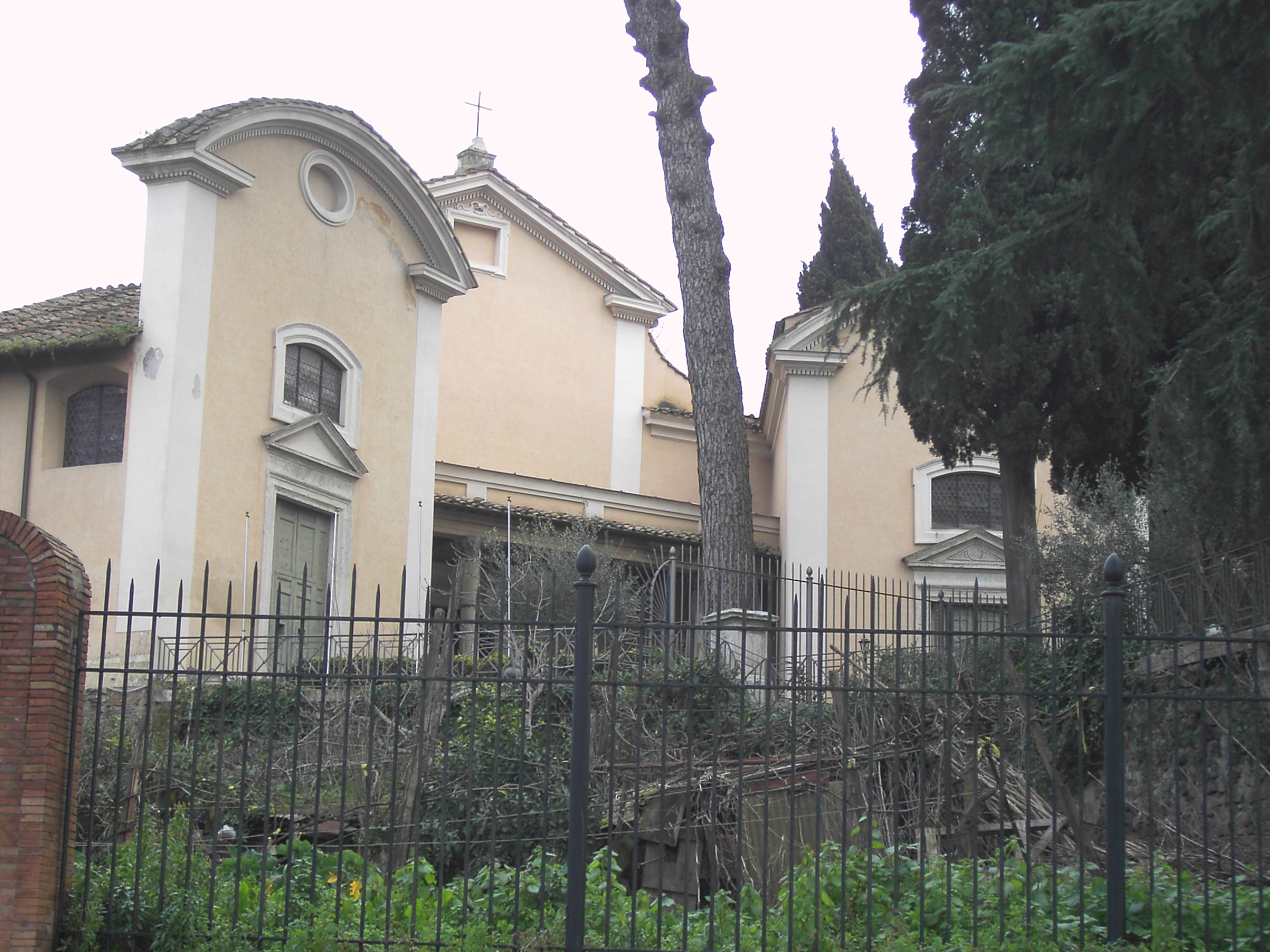
Vista dos três oratórios a partir do Clivo di Scauro: da esquerda para direita, Santa Barbara, Sant'Andrea e Santa Silvia.

O cardeal Borghese encomendou as outras obras de arte presentes no oratório, incluindo o teto de madeira em caixotões, a decoração da semicúpula absidal, "Glória Celeste de Santa Sílvia com um concerto de Anjos", de Guido Reni, e dois nichos falsos em ambos os lados do altar com "rei David" e "Isaías", obras de Sisto Badalocchio (1608-1609). Finalmente, as janelas estão decoradas com vitrais de Jacopo Bissoni.